# Henri Moissan
Henri Moisan, francoski kemik in farmakolog, * 28. september 1852, Pariz, Francija, † 20. februar 1907, Pariz.

## Življenje in delo
Deloval je v več raziskovalnih laboratorijih v Franciji in končno na pariški Sorboni.
Prvi je odkril nevaren kemijski element fluor leta 1886. Konstruiral je električno obločno peč in v njej proučeval reakcije pri velikih temperaturah. Ta peč se imenuje po njem. Njegova odkritja in druga dela so bila uporabljena tudi v industriji. Odkril je postopek izdelave kalcijevega karbida iz apna in oglja. Uspešno se je lotil tudi izdelave umetnih diamantov. 
Leta 1906 je prejel Nobelovo nagrado za kemijo.